# Parfums de Marly
Parfums de Marly — французский нишевый парфюмерный дом. Ароматы компании были вдохновлены историей 18-го века во Франции, в особенности великолепием и пышностью королевского двора. На данный момент парфюмерный дом насчитывает более 30 ароматов.

## История
Парфюмерный дом был основан в 2009 году в Париже Жульеном Шпехером, который увлекался историей и парфюмерией с юных лет. Название бренда было вдохновлено Дворцом Марли, поместьем Короля Людовика XIV. 18 век считался золотым веком парфюмерии, в котором Людовик XV прославился тем, что возглавил "ароматный двор". Король также был известен своей любовью к скаковым лошадям. На логотипе бренда изображена скульптура «Кони Марли», созданная Гийомом Кусту, и год реставрации «Дворца Марли» в 1743 году. Флаконы бренда выполнены из тяжелого стекла, имеют гравировку и позолоченную крышку.